# Zámbó János
Zámbó János (Szegvár, 1831. december 18. – Sátoraljaújhely, 1904. március 27.) református főgimnáziumi tanár, szakíró, lapszerkesztő, 1848-as honvéd.

## Élete
1853. október 28-án a piarista rendbe lépett. 1854-től gimnáziumi tanár volt Kolozsvárott, Kecskeméten, Sátoraljaújhelyen, ahol 1867-ben kilépett a rendből, és 1872-től Kiskunhalason a református főgimnáziumban a mennyiségtan, természettan és magyar nyelv tanára volt. Szerkesztette a Zempléni Hiradót 1865-től 1867-ig Sátoraljaújhelyen (névtelenül).
Cikkei a kolozsvári főgimnázium értesítőjében jelentek meg (1861: A határozatlan ige használata a magyarban); a kecskeméti főgimnázium Értesítőjében (1865: A halotti beszéd és könyörgés nyelvészeti fejtegetése); az Országos középtanodai Tanáregylet Közlönyében (III. 1870: A magyar szók elnevezése tanodáinkban).

## Munkái
1. Egyenletek, feltételek és eredményekkel ellátva. Veszprém, 1857
2. A személyragos mult részesülő és az «által», névviszonyító használata. Kis-Kun-Halas, 1877 (a gimnázium Értesítőjéből különnyomat)